# Sainte-Colombe (Sena Marítim)
Sainte-Colombe és un municipi francès situat al departament del Sena Marítim i a la regió de Normandia. L'any 2007 tenia 202 habitants.

## Demografia

### Població
El 2007 la població de fet de Sainte-Colombe era de 202 persones. Hi havia 72 famílies de les quals 12 eren unipersonals (12 homes vivint sols), 20 parelles sense fills, 32 parelles amb fills i 8 famílies monoparentals amb fills.
La població ha evolucionat segons el següent gràfic:
Habitants censats

### Habitatges
El 2007 hi havia 88 habitatges, 72 eren l'habitatge principal de la família, 14 eren segones residències i 2 estaven desocupats. Tots els 88 habitatges eren cases. Dels 72 habitatges principals, 61 estaven ocupats pels seus propietaris, 10 estaven llogats i ocupats pels llogaters i 1 estava cedit a títol gratuït; 1 tenia dues cambres, 4 en tenien tres, 17 en tenien quatre i 50 en tenien cinc o més. 55 habitatges disposaven pel capbaix d'una plaça de pàrquing. A 34 habitatges hi havia un automòbil i a 32 n'hi havia dos o més.

### Piràmide de població
La piràmide de població per edats i sexe el 2009 era:
| Homes | Edats   | Dones |
| ----- | ------- | ----- |
| 0     | 95 o +  | 0     |
| 0     | 90 a 94 | 0     |
| 0     | 85 a 89 | 0     |
| 0     | 80 a 84 | 0     |
| 0     | 75 a 79 | 0     |
| 4     | 70 a 74 | 0     |
| 4     | 65 a 69 | 12    |
| 8     | 60 a 64 | 12    |
| 4     | 55 a 59 | 0     |
| 8     | 50 a 54 | 0     |
| 4     | 45 a 49 | 12    |
| 8     | 40 a 44 | 4     |
| 12    | 35 a 39 | 8     |
| 0     | 30 a 34 | 8     |
| 12    | 25 a 29 | 8     |
| 8     | 20 a 24 | 4     |
| 0     | 15 a 19 | 4     |
| 4     | 10 a 14 | 20    |
| 4     | 5 a 9   | 32    |
| 0     | 0 a 4   | 12    |

## Economia
El 2007 la població en edat de treballar era de 128 persones, 84 eren actives i 44 eren inactives. De les 84 persones actives 76 estaven ocupades (46 homes i 30 dones) i 8 estaven aturades (2 homes i 6 dones). De les 44 persones inactives 18 estaven jubilades, 11 estaven estudiant i 15 estaven classificades com a «altres inactius».

### Ingressos
El 2009 a Sainte-Colombe hi havia 73 unitats fiscals que integraven 207 persones, la mediana anual d'ingressos fiscals per persona era de 15.043 €.

### Activitats econòmiques
Dels 6 establiments que hi havia el 2007, 1 era d'una empresa alimentària, 3 d'empreses de comerç i reparació d'automòbils, 1 d'una empresa de transport i 1 d'una empresa de serveis.
L'únic establiment comercial que hi havia el 2009 era una fleca.
L'any 2000 a Sainte-Colombe hi havia 10 explotacions agrícoles que ocupaven un total de 660 hectàrees.

## Equipaments sanitaris i escolars
El 2009 hi havia una escola elemental integrada dins d'un grup escolar amb les comunes properes formant una escola dispersa.

## Poblacions més properes
El següent diagrama mostra les poblacions més properes.